# 程秉釗
程秉钊（？—？），字公勖，号蒲孙，安徽绩溪县人。清末官员、诗人。

## 生平
光緒十六年（1890年）庚寅恩科二甲進士。同年五月，改翰林院庶吉士。程秉钊工诗，有《琼州杂事诗》。《晚晴簃诗汇》收其诗作。